# Доли ле Сек
Доли ле Сек (фр. Dolus-le-Sec) је насељено место у Француској у региону Центар, у департману Ендр и Лоара.
По подацима из 2011. године у општини је живело 680 становника, а густина насељености је износила 24,94 становника/km².

## Демографија
| 1962. | 1968. | 1975. | 1982. | 1990. | 2011. |
| ----- | ----- | ----- | ----- | ----- | ----- |
| 598   | 562   | 481   | 437   | 507   | 680   |